# Alliopsis hirtitibia
Alliopsis hirtitibia är en tvåvingeart som beskrevs av Huckett 1966. Alliopsis hirtitibia ingår i släktet Alliopsis och familjen blomsterflugor. Inga underarter finns listade i Catalogue of Life.